# Eublemma viettei
Eublemma viettei is een vlinder van de familie van de spinneruilen (Erebidae). De wetenschappelijke naam van deze soort is voor het eerst voorgesteld als Porphyrinia viettei door Emilio Berio in een publicatie uit 1954.
De soort komt voor in tropisch Afrika waaronder Sierra Leone, Ghana, Nigeria, Congo-Brazzaville, Ethiopië, Oeganda, Kenia, Tanzania, Malawi, Mozambique, Zimbabwe, Zuid-Afrika, Eswatini, Madagaskar, Réunion en Mauritius.